# Crown Royal (album de Run–DMC)
Albums de Run–DMC
Down with the King
(1993) Greatest Hits
(2002)
Singles
1. Rock Show
Sortie : 2001
2. Let's Stay Together (Together Forever)
Sortie : 2001

Crown Royal est le septième album studio de Run–DMC, sorti le 3 avril 2001.
L'album s'est classé 22e au Top R&B/Hip-Hop Albums et 37e au Billboard 200.

## Liste des titres
| No  | Titre                                                          | Contient un (des) sample(s) de                                                            | Durée |
| --- | -------------------------------------------------------------- | ----------------------------------------------------------------------------------------- | ----- |
| 1.  | It's Over (featuring Jermaine Dupri)                           | Marcia Religioso de Carmine Coppola                                                       | 3:40  |
| 2.  | Queens Day (featuring Nas et Prodigy)                          | Peter Piper de Run–DMC Round and Round de Mary J. Blige                                   | 4:18  |
| 3.  | Crown Royal                                                    | Theme From Exodus de Ferrante & Teicher                                                   | 3:13  |
| 4.  | Them Girls (featuring Fred Durst)                              |                                                                                           | 3:33  |
| 5.  | The School of Old (featuring Kid Rock)                         | King of Rock de Run–DMC Hit It Run de Run–DMC                                             | 3:20  |
| 6.  | Take the Money and Run (featuring Everlast)                    | Take the Money and Run du Steve Miller Band Rock Box de Run–DMC Jam Master Jay de Run–DMC | 3:48  |
| 7.  | Rock Show (featuring Stephan Jenkins)                          | Rock Box de Run–DMC Hit It Run de Run–DMC                                                 | 3:14  |
| 8.  | Here We Go 2001 (featuring Sugar Ray)                          |                                                                                           | 3:21  |
| 9.  | Ahhh (featuring Chris Davis)                                   | Change the Beat (Female Version) de Beside                                                | 4:21  |
| 10. | Let's Stay Together (Together Forever) (featuring Jagged Edge) |                                                                                           | 3:19  |
| 11. | Ay Papi (featuring Fat Joe)                                    |                                                                                           | 3:16  |
| 12. | Simmons Incorporated (featuring Method Man)                    |                                                                                           | 4:26  |